# Drie vrouwen
Drie vrouwen is een hoorspel naar de verhalen Life of Ma Parker, Pictures en The Lady’s Maid die verschenen zijn in The Garden Party, and Other Stories (1922) van Katherine Mansfield. De VARA zond het uit op woensdag 16 maart 1960. De bewerking was van Emma Allen, de vertaling van Ary van Nierop en de regie berustte bij S. de Vries jr. Tussen de verhalen klonken delen uit de suites Nursery en Wand of Youth van Edward Elgar. Het hoorspel duurde 53 minuten.

## Rolbezetting
Moeder Parker
- Mien van Kerckhoven-Kling (moeder Parker)
- Constant van Kerckhoven (de bewoner van de flat)
- Dries Krijn (een man)
- Ingrid van Benthem (een vrouw)
- Corry van der Linden (een klein meisje)

Juffrouw Moss
- Mimi Boesnach (juffrouw Moss)
- Dogi Rugani (haar hospita, mevrouw Pine)
- Nel Snel (een werkster)
- Dries Krijn (meneer Bithem)
- Ingrid van Benthem (een zielig meisje)
- Nora Boerman (een ingénu)
- Els Buitendijk (een typiste)
- Jos Brink (een bezoeker bij een artiestenagentuur)
- Irene Poorter & Corry van der Linden (twee diensters in een lunchroom)

De kamenier
- Nell Koppen (de kamenier)

## Inhoud
- Moeder Parker is een vrouw op leeftijd die nu als huishoudster werkt. Ze verliet haar geboorteplaats Stratford-on-Avon op haar zestiende om als dienstmeisje te gaan werken in Londen. Ze moest hard werken, mocht nooit naar buiten en werd gekweld door de kok. Daarna werkte ze enkele jaren even hard bij een dokter en huwde dan met een bakker. Ze kregen dertien kinderen, maar slechts zes ervan bleven in leven. Ze waren nog jong toen haar man stierf aan tuberculose. Zijn zuster kwam haar helpen, maar al snel kwetste ze zichzelf zo erg dat moeder Parker nu voor nog een persoon meer te zorgen kreeg. Haar kinderen groeiden op, maar slechts een van haar dochters bleef haar opzoeken. Ze trouwde met een kelner en kreeg Lennie, moeder Parkers enige vreugde in haar leven. Ook hij stierf echter aan tuberculose…
- Van bij het begin zijn er tekenen die erop wijzen dat juffrouw Moss in moeilijke financiële omstandigheden verkeert. Ook blijkt dat dit niet het geval is geweest , want ze zegt: “Ik vraag me af waarom ik het nu altijd zo koud heb als ik ‘s morgens opsta.” En ze wijt dat aan het feit dat ze de avonden tevoren geen goed warm maal had gegeten…
- “De kamenier” gaat over een eenzame dienstmeid in het Londen van de 30'er jaren, die haar enige kans op een huwelijk heeft opgegeven uit een gevoel van trouw en plichtsbesef tegenover haar oude, zwakke mevrouw…